# 쿠트노

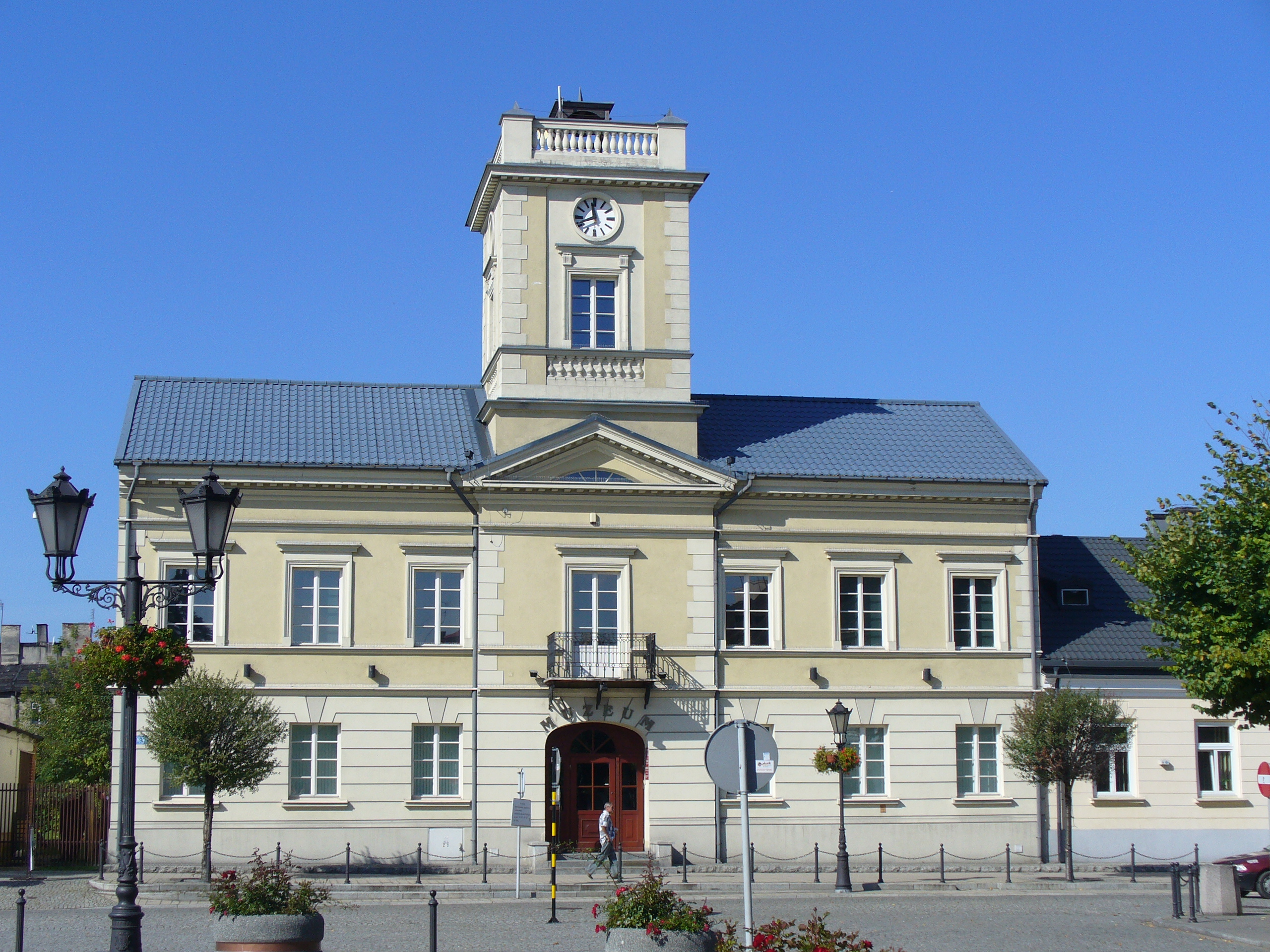
쿠트노 시청

쿠트노(폴란드어: Kutno)는 폴란드 중부 우치주에 위치한 도시로 면적은 33.59km2, 인구는 47,557명(2006년 기준), 인구 밀도는 1,400명/km2이다.

시 문장